# Красько, Юлия Григорьевна
Юлия Григорьевна Красько (род. 6 апреля 1971, Москва) — российская скрипачка и музыкальный педагог.

## Биография
Дочь скрипача Григория Львовича Красько, многолетнего (1990—2006) концертмейстера Оркестра Московской Филармонии, и пианистки Ольги Игоревны Кондратьевой, профессора кафедры камерного ансамбля и струнного квартета Российской академии музыки имени Гнесиных. Выпускница Школы имени Гнесиных и Московской Государственной Консерватории. В 1992 г. получила первую премию на Международном конкурсе скрипачей имени Паганини. Записала диски с музыкой Крейслера, Глазунова, Прокофьева, Бартока и Стравинского. В настоящее время преподаёт в Московской Консерватории.

## Дискография
- Прокофьев, Барток, Стравинский. (Russian Disc, 1996)[1]
- Love’s Joy And Sorrow. Julia Krasko Plays Fritz Kreisler (Delos, 1999)[2]
- Glazunov: Symphony No 1, Violin Concerto (Chandos, 1999; дирижёр — Валерий Полянский)[3]
- Baby Needs Beauty (Delos, 1999; сборник, Ю. Красько исполняет «Рондино на тему Бетховена» Ф. Крейслера)[4]